# Ellipteroides terebrellus
Ellipteroides terebrellus är en tvåvingeart som först beskrevs av Alexander 1931.  Ellipteroides terebrellus ingår i släktet Ellipteroides och familjen småharkrankar. Inga underarter finns listade i Catalogue of Life.